# Diodote Ier
Pour les articles homonymes, voir Diodote.
Diodote Ier Soter (en grec ancien : Διόδοτος Α' ὁ Σωτήρ) est le roi fondateur du royaume gréco-bactrien ayant régné de 256 à 238 ou 234 av. J.-C. Il est d'abord satrape et gouverneur militaire de la satrapie de Bactriane, de la Sogdiane et de la Margiane. 

## Biographie
Vers 256-250 av. J.-C., Diodote profite de l'absence du roi séleucide Antiochos II, parti livrer bataille contre Ptolémée II, pour se libérer de la tutelle séleucide et proclamer l'indépendance de la Bactriane. Peu de temps après, vers 245, Andragoras, le satrape de la Parthie voisin, allié de Diodote, fait également sécession. Mais en 238, Andragoras est éliminé par Arsace, de la tribu scythe des Parni, qui se proclame roi, posant les bases de l'empire parthe.
Le royaume gréco-bactrien se retrouve alors coupé de contact direct avec le monde grec. Le commerce avec eux se retrouve très réduit, tandis que le commerce avec l'Égypte se développe. Le nouveau royaume de Bactriane, fortement urbanisé, est considéré comme un des plus riches de l'Orient et va commencer son expansion territoriale vers l'est et l'ouest. 
À sa mort, son fils Diodote II lui succède.